# 오니시 요헤이
오니시 요헤이(일본어: 大西 容平, 1982년 10월 30일 ~ )는 일본의 전 축구 선수이다.

## 구단 경력
과거 방포레 고후, 카탈레 도야마에서 활동하였다.